# Amerikanisch-Cassinensische Benediktinerkongregation
Die Amerikanisch-Cassinensische Benediktinerkongregation (lat. Congregatio Americano-Casinensis O.S.B. oder Congregatio Americana Casinensis O.S.B.) ist ein Zusammenschluss von Benediktinerklöstern in Nordamerika, Asien und Südamerika. Die Kongregation steht unter dem Patronat der Heiligen Schutzengel.

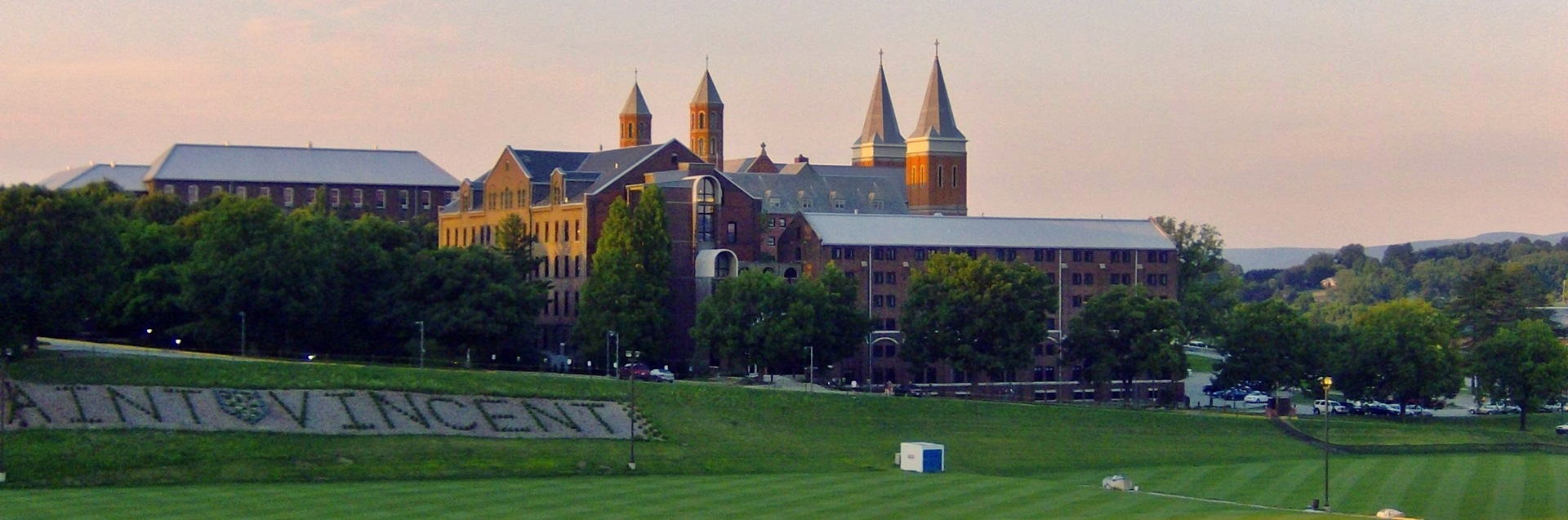
Erzabtei St. Vincent – Mutterabtei der Kongregation

## Geschichte und Entwicklung der Kongregation
Mutterhaus und Ausgangspunkt der Kongregation ist die Erzabtei St. Vincent, die 1846 als erstes Benediktinerkloster in den Vereinigten Staaten von Nordamerika von Pater Bonifaz Wimmer OSB aus der bayerischen Benediktinerabtei Metten gegründet wurde. Die Kongregation wurde am 24. August 1855 durch Papst Pius IX. errichtet. Als Erzabt Wimmer 1887 starb, war seine Gründung auf vier Abteien, zwei Priorate und 152 Gemeinden und Niederlassungen angewachsen. Zu den Mitgliedern der Kongregation gehörten zwei Bischöfe, vier Äbte, zwei Prioren, 220 Ordenspriester und noch einmal so viele Laienmönche. Im Jahr 1964 zählte die Kongregation 16 Abteien und drei Priorate. Sie besteht aus 20 eigenständigen und 8 abhängigen Klöstern. Den Klöstern der Kongregation gehören im Jahr 2024 581 Mönche an.
Abtpräses der Amerikanisch-Cassinensische Benediktinerkongregation ist seit 2022 Jonathan Licari.

## Klöster der Kongregation
(in der Reihenfolge des Catalogus)
- Erzabtei Saint Vincent in Latrobe, Pennsylvania, USA (gegründet 1846)
  - Priorat in Savannah, Georgia USA (gegründet 1877)
  - Mosteiro de São Bento (Priorat) in Vinhedo, Brasilien (gegründet 1650, der Kongregation angeschlossen 1964)
  - Wimmer Priory in Taiwan (gegründet 1964)
- Saint John’s Abbey in Collegeville, Minnesota, USA (gegründet 1856)
  - Trinity Benedictine Monastery (Priorat) in Fujimi, Japan
  - (St. Augustine's Monastery in Nassau, Bahamas USA, gegründet 1947; geschlossen 2005)
- Saint Benedict's Abbey in Atchison, Kansas, USA (gegründet 1857)
  - Mosteiro São José (Priorat) in Mineiros, Brasilien (gegründet 1962)
- Saint Mary’s Abbey in Morristown, New Jersey, USA (gegründet 1857)
- Territorialabtei Mary Help of Christians in Belmont, North Carolina, USA (gegründet 1876)
- Saint Bernard Abbey in Cullman, Alabama, USA (gegründet 1891)
- Saint Procopius Abbey in Lisle, Illinois, USA (gegründet 1885)
  - Priorat in Chiayi, Taiwan (1966)
- Saint Gregory's Abbey in Shawnee, Oklahoma USA (1875, gegründet von Kloster Pierre-Qui-Vire, Frankreich)
- Saint Leo Abbey in Saint Leo, Florida, USA (gegründet 1889)
- Assumption Abbey in Richardton, North Dakota USA (1893; gegründet von Kloster Einsiedeln, Schweiz)
  - Monasterio Benedictino de Tibatí (Priorat) in Bogotá, Kolumbien
- Saint Bede's Abbey in Peru, Illinois, USA (gegründet 1891)
- Saint Peter’s Abbey in Muenster, Saskatchewan, Kanada (gegründet 1892)
- Saint Martin's Abbey in Lacey, Washington USA (gegründet 1895)
- Saint Anselm Abbey in Manchester, New Hampshire, USA (gegründet 1889)
  - Woodside Priory, Kalifornien USA (gegründet 1957, abhängig seit 1976)
- Saint Andrew Abbey Cleveland, Ohio USA (gegründet 1922)
- (Holy Trinity Monastery in Butler, Pennsylvania USA; gegründet 1948; 2006 aus der Kongregation ausgeschieden)
- Mount Saviour Monastery (Priorat) in Pine City, New York, USA (1950)
- Newark Abbey, New Jersey USA (1857)
  - (Saint Maur Priory in Indianapolis, Indiana, gegründet 1947; 1990–2004 abhängig von Newark, geschlossen)
- Abadía del Tepeyac in Tlalnepantla, Mexiko (gegründet 1946)
- Abadía de San Antonio Abad in Humacao, Puerto Rico (gegründet 1947)
- Mary Mother of the Church(Abtei) in Richmond, Virginia, USA (gegründet 1911)

## Abtpräsides der Kongregation
- Erzabt Bonifaz Wimmer OSB, 1855–1887
- Abt Alexius Edelbrock OSB, 1888–1890
- Abt Leo Michael Haid OSB, 1890–1896
- Abt Innocent Wolf OSB, 1896–1902
- Abt Peter Engel OSB, 1902–1914
- Abt Ernest Helmstefter OSB, 1914–1932
- Abt Alcuin Deutsch OSB, 1932–1944
- Abt Mark Braun OSB, 1944–1953
- Erzabt Denis Strittmatter OSB, 1953–1965
- Abt Baldwin Dworschak OSB, 1965–1971
- Abt Martin Burne OSB, 1971–1983
- Abt John Eidenschink OSB, 1983–1989
- Abt Melvin Valvano OSB, 1989–2001
- Abt Timothy Kelly OSB, 2001–2010
- Abt Hugh Anderson OSB, 2010–2016
- Abt Elias Lorenzo OSB, 2016–2020
- Abt John Klassen OSB, 2020–2022
- Abt Jonathan Licari OSB, seit 2022